# Herenhuis van Monfort
Het Herenhuis van Montfort (Frans: Manoir de Monfort) is een kasteel in de Franse gemeente Chançay. Het kasteel is een beschermd historisch monument sinds 1947.